# Зіггі (слон)
Зіггі (приблизно 1917 – 27 жовтня 1975)  був індійським-слоном самцем, який жив у зоопарку Брукфілд за межами Чикаго з 1936 по 1975 рік. Він важив близько шести тонн і був висотою понад десять футів. Після нападу та ледве не вбивши свого хранителя в 1941 році, Зіггі був прикутий до стіни критого вольєра і пробув там майже три десятиліття. Його ув'язнення стало причиною суперечок наприкінці 1960-х, коли школярі та інші ентузіасти тварин почали агітувати за його звільнення. В 1997 році Зіггі було ненадовго випущен у відкритий вольєр, а через рік зоопарк добудував новий відкритий заклад, спеціально призначений для слона. Однак Зіггі користувався ним лише кількома роками свободи, перш ніж помер у 1975 році. 

## Перші роки
Народжений в Азії, Зіггі був названий на честь Флоренца Зігфельда, який придбав слона у Джона Рінглінга в 1920 році. Зігфельд вважав, що слон, тоді 250-кілограмовий підліток, буде гарним подарунком на день народження для його шестирічної дочки. Однак слон був проданий назад Рінглінгу після того, як тварина, як повідомляється, потопталася  оранжерею Цигфельда. Рінглінг, в свою чергу, продав слона в цирк "Спінгер". Під час гастролей із трупою Сінгера Зіггі зв'язався зкарликом на ім’я Чарльз Бекер, який навчав слона танцювати, грати на гармоніці та палити сигарети. 
У дитячому цирку «Експозиція Сан-Дієго» в лютому 1936 року Беккер захворів, і Зіггі був в парі з новим обробником Джоні Вінтерсом. Однак слон погано не реагував на Вінтерса і втік з майданчика. Пізніше Зіггі був знайдений в парку Бальбоа, і хворого  Беккера викликали, щоб вигнати слона. Деякі повідомлення стверджували, що Зіггі вбив гравця тромбонів у розпал втечі, але це так і не було підтверджено. У будь-якому випадку цирк вирішив, що більше не може тримати слона, і продав його в Брукфілдський зоопарк. Зіггі приїхав на Брукфілд в липні 1936 року і став популярною пам'яткою для відвідувачів. 

## Атака на Тонкого Льюїса
У Брукфілдському зоопарку 26 квітня 1941 р. Зіггі раптом повернув свого хранителя Джорджа "Тонкого" Льюїса. Слон першим ударив Льюїса об землю тулубом і потягнув його під голову. Тоді Зіггі намагався довернути Льюїса, але він ухилявся від кожної атаки, ковзаючи між бивнями слона. Врешті-решт Зіггі так сильно вискочив, що його бивні за кілька секунд опинилися в землі. Відчувши свій шанс врятуватися, Льюїс підтягнувся, схопившись за вухо Зіггі, а потім ударив слона в очі. На короткий час, коли зіггі був ошелешений, Льюїс стрибнув у рів навколо огорожі слона і піднявся на інший бік.
Незважаючи на своє випробування, Льюїс був любителем тварин, і  просив директора зоопарку Роберта Біна, щоб пощадити життя Зіггі. Бін вирішив, що тварину не вбиватимуть, а будуть утримувати всередині Будинку Пахідерм заради безпеки. Пізніше того ж дня Льюїс повернувся до двору Зіггі і за допомогою іншого слона повів тварину в приміщення. Наступні декілька десятиліть тварина залишатиметься самотнім у стійлі, прикріпленому до стіни з ланцюжком змінної довжини. 

## Спадщина
Останки Зіггі були передані в Польовий музей природознавства в Чикаго де  зберігаються його кістки. Поки його скелет не був виставлений на виставку "Зразки" на початку 2017 року. Https://www.fieldmuseum.org/discover/on-exhibit/specimens/ [Архівовано 30 листопада 2020 у Wayback Machine.]
Дитяча книга про життя Зіггі, Ziggy: The Greatest Elephant у світі, була випущена в 1995 році. Її написав Том Холлац, а ілюстрував Рей Шлемон.
Меморіал Зіггі, виготовлений із обсидіану із слоновою кісткою, виготовлений із бивнів Зіггі, можна знайти в Музеї лапідарного мистецтва Ліззадро в Елмхерсті, штат Іллінойс, в діорамі в їх постійній колекції. 

## Подальше читання
- Hollatz, Tom (1995). Ziggy: the World's Greatest Elephant. Minocqua, WI: Angel Press of WI. ISBN 9780939995141.

## зовнішні посилання
- Слони на вебсайті Чиказького зоологічного товариства
- Зіггі, слон із проблемами [Архівовано 10 серпня 2011 у Wayback Machine.] на придорожній Америці